# Valkeinen (sjö i Saarijärvi, Mellersta Finland)
Valkeinen är en sjö i kommunen Saarijärvi i landskapet Mellersta Finland i Finland. Sjön ligger 142,6 meter över havet. Den är 10,9 meter djup. Arean är 93 hektar och strandlinjen är 4,94 kilometer lång. Sjön  ingår i Kymmene älvs huvudavrinningsområde.   Den ligger omkring 71 kilometer nordväst om Jyväskylä och omkring 290 kilometer norr om Helsingfors. 